# Консистенція гідросуміші
Консистенція гідросуміші (рос. консистенция гидросмеси, англ. slurry consistency; нім. Trübekonsistenz f) — показник, що характеризує насичення потоку гідросуміші твердим матеріалом.
Розрізнюють об'ємну К.г. — відношення об'єму твердого матеріалу до об'єму води (м3/м3) і масову К.г. — відношення маси твердого матеріалу до маси води в гідросуміші (т/м3 або т/т). При гідромоніторних роботах на кар'єрах об'ємна К.г. 1:4-1:8, а вагова при підземному гідровидобутку вугілля 1:5-1:10.